# كريعات
قرية كريعات أو طيبو هي واحده من قري محلية شرق الجزيرة بمدينة تمبول في السودان.
تقع قرية طيبة أو كريعات علي بعد 2 كم تقريباً شرق مدينة تمبول.
وكريعات هي تجمع من عدة قري هي:
كريعات العمارة 
كريعات المنصوره
قرية كريعات أبوعبيل
وكريعات الجعليين
كريعات الشايقية
كريعات عبد الهادي وبها مسيد الشيخ بابكر
محمد سعيد الذي له خلوه موجوده حتي الآن بقرية الهجيليج لتدريس القرآن الكريم قبل ان ينتقل لكريعات الجعليين

## سكانها
معظمهم من السدارنة التي تقطن بخلاف كريعات، الهجيليج، ومبروكه، وسر الكل، والطندب، والنيب، والعك، ومقيعيره.

### حدودها
تحدها من الجنوب المزرعة التجريبيه لمشروع الرهد الزراعي - حالياً بها كلية البيطرة التي تتبع ل جامعة البطانة
-ومن الشرق زرقة وغريقانة ومن الشمال مشروع الكويت الزراعى فهي كما تلاحظون تتوسط قري المنطقة لذلك لا يجد ساكنيها صعوبة في الوصول لتمبول في أي وقت شاءوا فالطريق البري الذي يمر بها حيوي جداً إذ يربط مابين تمبول والمناطق التي تقع إلي الشرق منها 

## المدارس
مدرسة كريعات الجعلين المشتركة